# 派特·蒂博尔
派特·蒂博尔（匈牙利語：Pető Tibor，1980年12月27日—），匈牙利男子赛艇运动员。他曾代表匈牙利参加世界赛艇锦标赛，获得二枚金牌。他也曾参加2000年夏季奥林匹克运动会。